# Evaldo (football, 1983)
Evaldo Silva dos Santos est un footballeur brésilien né le 4 janvier 1983 à Janaúba. Il évolue au poste de défenseur.

## Biographie
Evaldo joue au Brésil, au Japon et à Malte. 
Il dispute deux matchs en Copa Libertadores avec le club du Santos FC.